# Ekrem Bora
Ekrem Bora, född som Ekrem Şerif Uçak 7 mars 1934 i Ankara, död 1 april 2012 i Istanbul, var en turkisk skådespelare. 1966 vann Bora "Golden Orange" som bästa manliga skådespelare i den turkiska serien "Sürtük". Hans allra första roll var i filmen "Alin yazisi". Hans sista roll var i den turkiska TV-serien "Gümüs" då han var 73 år gammal. Han har varit med i 120 olika serier/filmer. Han har gjort filmer/TV-serier inom genrer som romantik, drama, äventyr och kriminalhistorier.

## TV-serier
- Gümüs (2005)
- Yadigar (2004)
- Kumsaldaki izler (2002)
- Savunma (2000)
- Marziye (1998)
- Yumusak ten (1994)
- Tapilacak kadin (1985)
- Bedel (1983)
- Baskin (1977)
- Cennetin çocuklari (1977)
- Ayri dünyalar (1974)
- Dikiz aynasi (1973)
- Oksuzler (1973)
- Soyguncular (1973)
- Bir kadin kayboldu (1971)
- Emine (1971)
- Dikkat Kan araniyor (1970)
- bezgin i kista (1968)

## Filmer
- Soguktu ve yagmur ciseliyordu (1990)
- Unutulmayanlar (1981)
- Cilginlar (1974)
- Yumurcak kücük sahit (1972)
- Ayrilik (1972)
- Aglayan melek (1970)
- Firari asiklar (1970)
- Magrur kadin (1970)
- Mazi kalbimde yaradir (1970)